# Pavo Marković
Pavo Marković (Dubrovnik, 20. travnja 1985.), hrvatski vaterpolist.
Igra za VK Jug iz Dubrovnika, na poziciji napadača. Nastupio je za hrvatsku vaterpolsku reprezentaciju 33 puta. S Jugom osvojio je naslov prvaka Europe 2006., Europski superkup, 3 naslova državnog prvaka i 2 nacionalna kupa. Postigao je posljednja dva gola za zlatnu medalju u finalu Svjetskog prvenstva 2007. u Melbourneu. Kao trener Solituda dva je puta (2008. i 2009.) osvojio dubrovačko kupališno amatersko natjecanje Divlju ligu.